# Ophion frontalis
Ophion frontalis är en stekelart som beskrevs av Gabriel Strobl 1904. Ophion frontalis ingår i släktet Ophion och familjen brokparasitsteklar. Inga underarter finns listade i Catalogue of Life.